# Vrbovská pahorkatina
Vrbovská pahorkatina je geomorfologickou částí Popradské kotliny. Nachází se v její jihovýchodní části, jihovýchodně od města Poprad.

## Polohopis
Území se nachází v jihovýchodní části Podtatranské kotliny, v jižní polovině podcelku Popradská kotlina. Zabírá mírně zvlněné území jihovýchodně od řeky Poprad, přibližně od obce Spišské Teplice při Popradu po Kežmarok a jižním směrem po obec Jánovce. Z významnějších sídel zde leží Gánovce, Vrbov, Švábovce a Hôrka. V rámci Popradské kotliny sousedí na severu Popradská rovina, Lomnická pahorkatina a Kežmarská pahorkatina. Na východě vystupují Levočské vrchy a jejich části Ľubické předhůří a Levočské úboče, jihovýchodně se nachází Hornádské podolie, podcelek Hornádské kotliny. Jižní okraj pahorkatiny vymezuje hřeben Dúbravy, podcelek pohoří Kozie chrbty.
Vysoce položenou pahorkatinou vede rozvodí Baltského a Černého moře a tak všechny přítoky západním okrajem pahorkatiny tekoucího Popradu (například Ľubica, Tvarožniansky potok, Vrbovský potok a Hozelský potok ) odvádějí vodu do Baltského moře. Gánovský potok, Trnovský potok i Sihoť odvádějí vodu z jižní části území do řeky Hornád a Černého moře.
Významné dopravní koridory vedou zejména okrajovými částmi Vrbovské pahorkatiny; jižní polovinou z Popradu vede Evropská silnice E50, vedoucí v trase dálnice D1 (Žilina - Košice), silnice I/18 (Liptovský Mikuláš - Levoča) i železniční trať Žilina - Košice. V Popradu silniční tahy kříží silnice I/66 (Rožňava - Kežmarok), kterou sleduje i regionální trať do Staré Ľubovne a z města Kežmarok vede jižním směrem silnice II/536 k obci Jánovce, kde se připojuje na silnici I/18.

## Ochrana území
Tato část Popradské kotliny leží mimo velkoplošně chráněných území. Z maloplošných, zvláště chráněných lokalit se zde nachází přírodní rezervace Primovské skaly a Švábovská stráň, národní přírodní památka Gánovské travertíny a přírodní památka Briežky.

## Turismus
Jihovýchodní část Popradské kotliny je mimo města Poprad a Kežmarok s jejich historickými památkami, zajímavá archeologickým nalezištěm u obce Gánovce, kde byla nalezena mozkovna lebky neandrtálce. U obce Jánovce leží naleziště z bronzové doby, Myšia hôrka. Významné jsou termální prameny, které využívá aquapark AquaCity v Popradu i termální koupaliště ve Vrbově.

### Značené trasy
- po zelené značce z Popradu přesGánovce do Kvetnice
- po modré značce:
  - z Kežmarku do Tvarožné
  - z Vydrníka přes Jánovce do Vlkovce
  - z obce Spišská Teplica na Kozí kameň (1255 m n. m.)[3]